# Sicklesmere
Sicklesmere – wieś w Anglii, w hrabstwie Suffolk. Leży 33 km na północny zachód od miasta Ipswich i 99 km na północny wschód od Londynu.